# Aristonectes parvidens
Aristonectes parvidens es una especie de plesiosaurio elasmosáurido, un tipo de reptil marino de cuello largo, que vivió en los océanos del Cretácico Superior del centro de Chile.

## Historia paleontológica
El primer fósil de Aristonectes fue descubierto mucho antes de que el género fuera nombrado por Ángel Cabrera en 1941. En 1848, el naturalista franco-chileno Claudio Gay describió el primer plesiosaurio conocido de Sudamérica, Plesiosaurus chilensis, sobre la base de una única vértebra caudal descubierta en la isla Quiriquina, en la provincia de Concepción, en Chile.  En un libro publicado en 1889, Richard Lydekker colocó esta especie en el género Cimoliosaurus. En 1895, Wilhelm Deecke lo movió al género Pliosaurus como Pliosaurus chilensis, y atribuyó a esta especie otros fósiles descubiertos en la misma localidad. Entre estos fósiles se encuentran algunas vértebras, un fémur, fragmentos de isquion y costillas.  En 1918, el paleontólogo ruso Pavel A. Pravoslavlev lo trasladó al género relacionado Elasmosaurus, como Elasmosaurus chilensis. En 1941, Cabrera describió un especimen diferente en la provincia del Chubut, Argentina, como el nuevo género y especie Aristonectes parvidens, y enlistó el Elasmosaurus chilensis como "Plesiosaurus" chilensis, expresando incertidumbre sobre sus afinidades. En 1949, Edwin H. Colbert descubrió que el espécimen holotipo de "P." chilensis (la vértebra caudal descrita originalmente por Gay) pertenecía un pliosauroideo, pero también tenía dudas sobre su ubicación genérica. En el mismo artículo, también consideraba que el otro material fósil previamente atribuido a "P." chilensis podría provenir de elasmosáuridos. En un análisis publicado en 2013 por José P. O'Gorman y sus colegas, se reconoció que el espécimen holotipo de "P." chilensis podría pertenecer a A. parvidens. Dado que este espécimen solo consta de una vértebra caudal, se le denominó A. cf. parvidens para indicar incertidumbre en su asignación.
El primer especimen identificado formalmente como A. parvidens fue recolectado por Cristian S. Petersen en colaboración con el residente local Víctor Saldivia, en Cañadón de los Loros, cerca del municipio de Paso del Sapo, en la provincia del Chubut. El especimen fue descubierto en la formación Lefipán y datado en el Maastrichtiense.  En septiembre de 1940, Pablo Groeber envió este ejemplar al Museo de La Plata como donación para la Dirección de Minas y Geología del Ministerio de Agricultura. Una vértebra y falanges incompletas de la misma región habían sido donadas previamente al Museo de La Plata por Mario Reguiló, y posteriormente se las denominó holotipo, catalogado como MLP 40-XI-14-6, ya que probablemente provenían del mismo especimen. El holotipo consta de un cráneo parcial unido a la mandíbula, el atlas y el axis, 21 vértebras cervicales (incluidas 16 cervicales anteriores articuladas), 8 vértebras caudales y una extremidad anterior izquierda incompleta. El espécimen fue interpretado como un ejemplar adulto, o incluso un anciano. Cabrera lo describió como Aristonectes parvidens en su artículo publicado en 1941 por el museo que alberga el material fósil.
Dado que las partes desconocidas del espécimen original fueron en gran medida reconstruidas, su anatomía precisa permaneció incierta durante todo el siglo XX. En 2003, la paleontóloga argentina Zulma Gasparini y sus colegas volvieron a preparar el cráneo holotipo junto con el atlas y el axis, en un intento de aclarar su anatomía.  En una tesis doctoral publicada en 2013, O'Gorman asignó informalmente varias vértebras caudales a A. parvidens,  y en 2016, el mismo autor revisó nuevamente el holotipo.

## Descripción

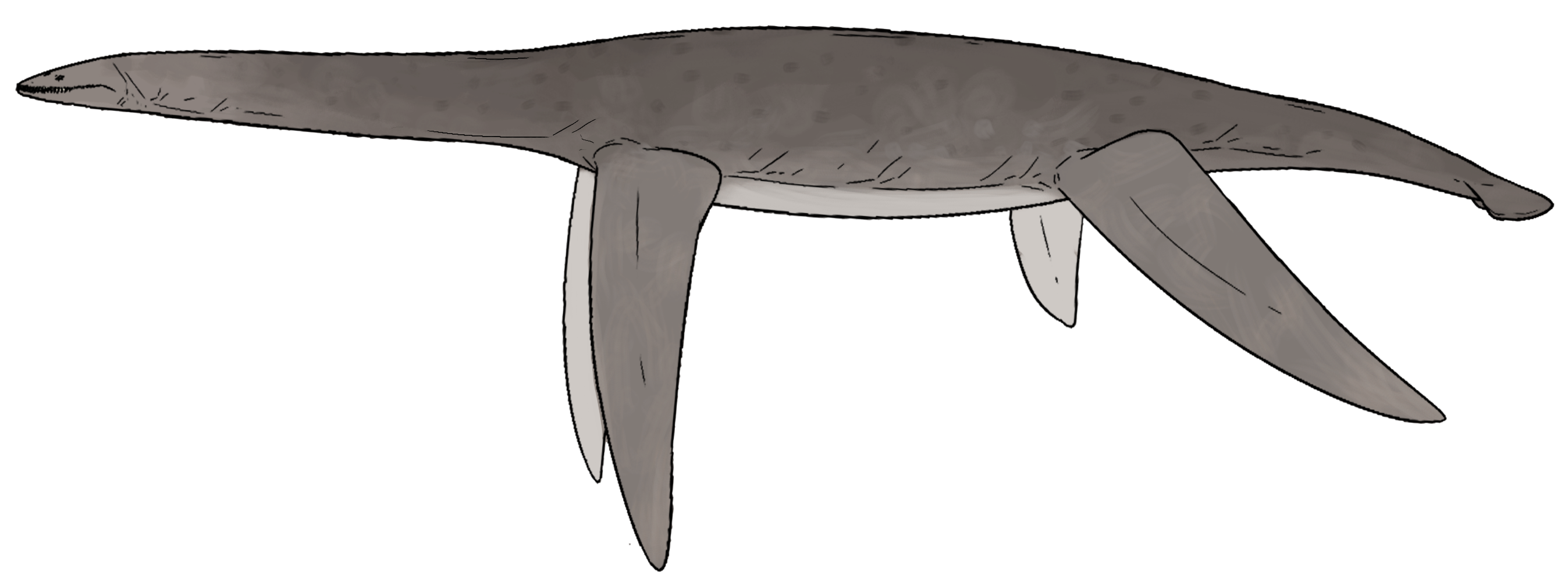
Reconstrucción de Aristonectes parvidens

Aristonectes es un plesiosaurio que ha sido particularmente difícil de analizar para los científicos debido a su estado incompleto,  sin embargo, las investigaciones más recientes realizadas sobre A. parvidens y el descubrimiento de la segunda especie del género, Aristonectes quiriquinensis, han permitido redescribir su anatomía y clasificarlo entre los elasmosáuridos.  De todas maneras, las comparaciones anatómicas entre A. parvidens y A. quiriquinensis todavía se limitan a los elementos comunes que se conocen de ambas especies.
Su cráneo es aplanado y en forma de ojiva, al igual que A. quiriqinensis. El tamaño del cráneo varía muy ligeramente entre las dos especies: el del holotipo de A. quiriquinensis tiene un tamaño propuesto entre 65 a 70 cm, mientras que el del holotipo de A. parvidens mide 73,5 cm.
Tiene unos 63 dientes, más que A. quiriquinensis que tendría un estimado de 50. Los dientes más posteriores de A. parvidens estaban a unos 60 milímetros rostralmente del proceso coronoideo. El contacto labial entre el hueso angular y el surangular, anterior a la fosa glenoidea, presenta una cavidad profunda que no está presente en A. quiriquinensis. El diente más grande conocido es muy delgado y puntiagudo, con crestas en la cara lingual de la corona. El diente más pequeño es un diente de reemplazo de raíz corta con una morfología similar a la del diente más grande. Todos los dientes están inclinados hacia el frente y no encajan cuando las mandíbulas están cerradas.
Las costillas cervicales anteriores están curvadas y fusionadas distalmente.